# Still Holdin' On
| Recensione | Giudizio |
| ---------- | -------- |
| AllMusic   | [ 1 ]    |

Still Holdin' On è un album del ricostituito gruppo The Marshall Tucker Band, pubblicato dalla Mercury Records nel 1988.

## Tracce
Lato A
1. Dancin' Shoes – 2:41 (Don King, Terry Brown, Bobby Randall)
2. Keeping the Love Alive – 3:35 (Richard Supa)
3. Once You Get the Feel of It – 2:47 (Larry Butler, Dean Dillon)
4. Still Holdin' On – 3:00 (Bob Corbin)
5. Dangerous Road – 3:18 (Rory Michael Bourke, Mike Reid)

Durata totale: 15:21
Lato B
1. Hangin' Out in Smokey Places – 2:21 (Larry Butler, Dean Dillon)
2. I'm Glad It's Gone – 2:41 (Larry Butler)
3. Why Did You Lie? – 2:50 (Larry Butler, Dean Dillon)
4. The Same Old Moon – 4:57 (Jimmy Hall, John Goin)
5. Why Didn't Think of That – 3:42 (Bob McDill, Paul Harrison)

Durata totale: 16:31

## Formazione
- Doug Gray - voce solista, accompagnamento vocale, coro
- Jerry Eubanks - sassofoni, flauto, accompagnamento vocale, coro
- Rusty Milner - chitarra solista, accompagnamento vocale, coro
- Bobby Ogdin - tastiere, accompagnamento vocale, coro

Musicisti aggiunti
- James Stroud - batteria, percussioni
- Bob Wray - basso
- Kenny Mims - chitarra solista, chitarra acustica
- Brent Rowan - chitarra solista
- Larry Butler - accompagnamento vocale, coro
- Nigel Olsson - accompagnamento vocale, coro (brano: Dancin' Shoes)

Note aggiuntive
- Larry Butler - produttore
- Billy Sherrill - coproduttore, ingegnere del suono, ingegnere del mixaggio
- Denny Purcell - masterizzazione
- Carlos Grier - masterizzazione
- Registrazione effettuata al Eleven-Eleven Sound di Nashville, Tennessee[2]